# Thomas C. Kinkaid
Thomas Cassin Kinkaid (n. 3 aprilie 1888 – d. 17 noiembrie 1972) a fost un amiral american, din timpul celui de-Al Doilea Război Mondial. Kinkaid s-a născut într-o familie de ofițer de marină și a absolvit Academia Navală a SUA în iunie 1908 clasându-se în a doua jumătate a clasamentului în clasa lui.
Și-a câștigat reputație ca „amiral luptător” în bătăliile cu portavioane din 1942. A fost la comanda celei de a 7-a flote americane sub comanda generalului Douglas MacArthur în Pacificul de sud-vest, unde a condus numeroase operațiuni amfibii de debarcare.
Kinkaid a comandat flota aliată în Bătălia din Golful Leyte a luptat în Strâmtoarea Surigao, ultima luptă dintre cuirasate din istorie.
Kinkaid a fost promovat amiral în 3 aprilie 1945, retrăgându-se după război, în mai 1950.